# Jeffrey Eugenides
Jeffrey Kent Eugenides (Detroit, 3 maart 1960) is een Amerikaanse Pulitzerprijs winnende schrijver. Hij is bekend dankzij zijn eerste twee boeken; The Virgin Suicides (1993) en Middlesex (2002). Eugenides schrijft ook korte verhalen en in oktober 2011 verscheen de roman, The Marriage Plot.

## Boeken
- The Virgin Suicides (1993) (ISBN 0-446-67025-1)
- Middlesex (2002) (ISBN 0-374-19969-8) - Pulitzer Prize voor fictie
- The Marriage Plot (October 2011) (Ned. vert. Huwelijk. Amsterdam: Prometheus, 2011)

- Bibsys: 90758136
- Biblioteca Nacional de España: XX919730
- Bibliothèque nationale de France: cb124652453 (data)
- Catàleg d'autoritats de noms i títols de Catalunya: 981058522519606706
- CiNii: DA08158563
- Gemeinsame Normdatei: 123706017
- International Standard Name Identifier: 0000 0001 0888 3192
- Library of Congress Control Number: n92097279
- Nationale Bibliotheek van Letland: 000022970
- Bibliotheek van het Japanse parlement: 00466232
- Nationale Bibliotheek van Tsjechië: jo2003170265
- Nationale Bibliotheek van Israël: 987007475248805171
- Nationale Bibliotheek van Polen: a0000001678162
- Nationale en Universitaire bibliotheek Zagreb: 000353894
- Nederlandse Thesaurus van Auteursnamen: 107729822
- Réseau des bibliothèques de Suisse occidentale: 02-A003224254
- LIBRIS: 300841
- SNAC: w6s768rt
- Système universitaire de documentation: 033835063
- Virtual International Authority File: 37015518
- WorldCat: E39PBJfGWmrpvXvDqT6Brp6kDq

1. ↑  Gemeinsame Normdatei; geraadpleegd op: 14 december 2014.